# Акоринська сільська адміністрація
Ако́ринська сільська адміністрація (каз. Ақөре ауылдық әкімдігі, рос. Акоринская сельская администрация) — адміністративна одиниця у складі Бухар-Жирауського району Карагандинської області Казахстану. Адміністративний центр та єдиний населений пункт — село Акоре.
Населення — 337 осіб (2021; 519 у 2009, 1079 у 1999, 1424 у 1989).
Станом на 1989 рік існувала Калінінська сільська рада (села Калінінське, Рибінське, Шатан). Села Косшоки та Шатан були ліквідовані 2007 року. 2010 року Акоринський сільський округ перетворено в сільську адміністрацію.

## Склад
До складу адміністрації входять такі населені пункти:
| Населений пункт | Населення, осіб (1989) | Населення, осіб (1999) | Населення, осіб (2009) | Населення, осіб (2021) |
| --------------- | ---------------------- | ---------------------- | ---------------------- | ---------------------- |
| Акоре, село     | 1137                   | 987                    | 519                    | 337                    |
| Косшоки, село   | 204                    | 47                     | -                      | -                      |
| Шатан, село     | 83                     | 45                     | -                      | -                      |